# Воланд
Во́ланд також Уо́ланд (середньовічна північнофранцузька назва диявола; правильна вимова: Фа́ленд) — один з головних героїв роману Михаїла Булгакова «Майстер і Маргарита». Спочатку іменувався Астаротом, але потім Михайло замінив його на скандинавське прізвисько Бога Велунда.
Образ Воланда великою мірою надиханий персонажем трагедії Ґете «Фауст» Мефістофелем, саме так високопоставлений чорт Мефістофель іменує себе у сцені вальпуржиної ночі, кидаючи нечистій черні розказ: «Platz! Junker Voland kommt.» (Геть! Вельможний Фолянд йде). Оскільки це ім'я не зустрічається в жодному з російських перекладів «Фауста» (перекладено як «чорт»), Булгаков міг запозичити його лише з оригіналу.
Автор послідовно додержується вимови Воланд, вказавши, що першою літерою у прізвищі, написаному латинкою, є подвійне «В» — «W». Заміна в імені «професора-сатани» (Voland — нім. чорт) властивої йому німецької літери V («фау») на W («ве») викликає фонетичну асоціацію з німецьким словом Wohl — добро, гаразд, благо, здоров'я, достаток, — на противагу імені диявола, а отже є відгомоном епіграфа та загальної настанови твору. Автор виразно й наполегливо сугерує, що на візитівці було написано саме справжнє ім'я персонажа — «Wohland», а не «Voland» (і навряд чи «Woland» як у більшості іншомовних видань; у німецькому та іспанському — «Voland»).
Чудова гра слів: підстанова замість навиклого чорного «Voland» контекстуально полярної, світлої репліки «Wohland» — той, хто «робить лиш добро, бажаючи лиш злого». Таке німецьке прізвище реально існує, як, втім, також Voland, Valand, Wieland, Weyland, Woland тощо (останнє є вкрай рідкісне в сучасних німців; це ім'я одного з лицарів-велетів старонімецьких легенд), але серед названих тільки воно — Wohland — має світле, тепле, добре, незлобиве семантичне забарвлення при «сатанічному» звучанні. Німецький перекладач цієї витонченої алюзії не зауважив. Так, речення оригіналу «Пока иностранец совал их [документы] редактору, поэт успел разглядеть на карточке напечатанное иностранными буквами слово „профессор“ и начальную букву фамилии — двойное „В“ — „W“» він переклав як «Während der Ausländer sie [die Papiere] dem Redakteur unter die Nase hielt, hatte der Lyriker auf der mit fremdländischen Schriftzeichen bedruckten Visitenkarte des Wort „Professor“ und den Anfangsbuchstaben des Nachnamens, ein V, ausgespäht» (M. Bulgakow, 1997. Der Meister und Margarita. — München: Deutscher Taschenbuch Verlag. — S. 23; (Übersetzung von Thomas Reschke). І далі скрізь по тексту — Voland. Перекладач просто виправив «помилку» автора. Зовсім дивним є сполучення правильного перекладу цієї фрази в іспанському виданні (Mientras el extranjero le encajaba los documentos al jefe de redacción, el poeta pudo leer en la tarjeta la palabra «Profesor», impresa con letras extranjeras, y la letra inicial del apellido: una «W») із написанням «Voland» (а не Woland чи Wohland) по всьому текстові (М. Bulgakov, 1985. El Maestro y Margarita. — Madrid: Alianza Editorial. — P. 25; Traducción de Amaya Lacasa Sancha).— Ю. Некрутенко.